# 18-й армейский артиллерийский полк
18-й армейский артиллерийский полк -  воинская часть Вооружённых Сил СССР в Великой Отечественной войне.

## История
Переформирован в Коломне в ноябре 1941 года из 18-го артиллерийского полка противотанковой обороны в двухдивизионном составе. Был вооружён 152-мм орудиями на тракторной тяге. В начале декабря 1941 года в Коломне вошёл в состав 2-й ударной (на тот момент, 26-й резервной) армии.
В действующей армии во время Великой Отечественной войны с 18 декабря 1941 года по 26 августа 1942 года.
Прибыл на Волховский фронт, разгрузился в Малой Вишере  6 января 1942 года, занял позиции в районе Селищенского посёлка (небольших посёлков 1-я и 2-я Александровская колония) и уже с 7 января 1942 года поддерживает наступление войск 2-й ударной армии, наступавшей через Волхов. При этом орудия 1-го дивизиона были поставлены на прямую наводку, уничтожали укрепления по берегу Волхова, 2-й дивизион вёл обстрел вражеских позиций в районе Спасской Полисти. То же самое происходило и 13 января 1942 года, с возобновлением наступления. 1-й дивизион поддерживал 58-ю стрелковую бригаду, 2-й дивизион - 327-ю стрелковую дивизию
25 января 1942 года был введён в прорыв у Мясного Бора, сначала занял позиции под Спасской Полистью, а затем с 30 января 1942 года переброшен для поддержки ударной группировки армии, основу которой составлял 13-й кавалерийский корпус. Полк занял позиции в районе севернее села Вдицко и вёл обстрел в интересах частей 2-й ударной армии, наступающих на Любань в районе деревни Красная Горка в последней декаде февраля - марте 1942 года. В составе армии попал в окружение, однако часть орудий и раненых сумел в конце мая 1942 года эвакуировать по проложенной узкоколейной железной дороге, но часть орудий пришлось подорвать. Кроме раненых, из состава полка 22-24 июня 1942 года из окружения вышло 50-70 человек.
26 августа 1942 года остатки полка были обращены на укомплектование 894-го артиллерийского полка 327-й стрелковой дивизии

## Подчинение
| Дата            | Фронт (округ)                                              | Армия             | Корпус | Дивизия | Бригада | Примечания |
| --------------- | ---------------------------------------------------------- | ----------------- | ------ | ------- | ------- | ---------- |
| 01.01.1942 года | Волховский фронт                                           | 2-я ударная армия | -      | -       | -       | -          |
| 01.02.1942 года | Волховский фронт                                           | 2-я ударная армия | -      | -       | -       | -          |
| 01.03.1942 года | Волховский фронт                                           | 2-я ударная армия | -      | -       | -       | -          |
| 01.04.1942 года | Волховский фронт                                           | 2-я ударная армия | -      | -       | -       | -          |
| 01.05.1942 года | Волховский фронт                                           | 2-я ударная армия | -      | -       | -       | -          |
| 01.06.1942 года | Ленинградский фронт (Группа войск Волховского направления) | 2-я ударная армия | -      | -       | -       | -          |
| 01.07.1942 года | Ленинградский фронт (Волховская группа войск)              | 2-я ударная армия | -      | -       | -       | -          |
| 01.07.1942 года | Волховский фронт                                           | 2-я ударная армия | -      | -       | -       | -          |
| 01.08.1942 года | Волховский фронт                                           | 2-я ударная армия | -      | -       | -       | -          |

## Командиры
- майор, подполковник Матвей Борисович Фридланд (погиб)

## Память
- Памятник воинам полка близ Мясного Бора у узкоколейки.